# Żółtaczka buraka
Żółtaczka buraka – choroba wirusowa buraków cukrowych wywołana przez wirusa żółtaczki buraka (Beet yellows virus, BYV). Przenoszona jest przez mszyce. Jej objawy to: rozjaśnienie nerwów na liściach buraka, a później chloroza i kruchość liści. Choroba powoduje spadek plonu korzeni i liści (o ok. 30%) oraz obniżenie zawartości cukru o 1,5 – 2%. Chorobie zapobiega się głównie poprzez zwalczanie mszyc i izolowanie pól buraków od plantacji nasiennych.
Żółtaczka buraka jest chorobą występującą we wszystkich rejonach uprawy tej rośliny i powodującą poważne straty na plantacjach (nawet do 50–60% strat w plonie korzeni). W Polsce żółtaczka buraka jest znana i była opisywana już od lat trzydziestych XX w.